# چلنج کاپ آسیا–اقیانوسیه
جام چالش اِی.اف.سی-اُ.اف.سی یا "جام چالش کُنفدراسیون فوتبال آسیا-کُنفدراسیون فوتبال اقیانوسیه" یا "چلنج کاپ اِی.اف.سی-اُ.اف.سی"
این جام یک رویداد دوسالانه بود که میان قهرمانان جام ملت‌های آسیا یا قهرمان رقابت‌های فوتبال بازی‌های آسیایی از یک سو و قهرمان جام ملت‌های اقیانوسیه از سوی دیگر برگزار می‌شده‌است.

## تیم‌های حاضر

### ۲۰۰۱
- ژاپن قهرمان جام ملت‌های آسیا ۲۰۰۰
- استرالیا - قهرمان جام ملت‌های اقیانوسیه ۲۰۰۰

### ۲۰۰۳
- ایران - قهرمان بازی‌های آسیایی ۲۰۰۲
- نیوزیلند - قهرمان جام ملت‌های اقیانوسیه ۲۰۰۲

## نتیجه
| ژاپن                                                        | ۳ – ۰ | استرالیا |
| ----------------------------------------------------------- | ----- | -------- |
| یاناگیساوا ۱۹' · هاتتوری ۵۳' · ماساشی ناکایاما ۶۵' (پنالتی) |       |          |

این دیدار نخست به عنوان یک دیدار رفت و برگشت برای تاریخ‌های ۲۸ مارس در اوکلند و ۴ آوریل در تهران برنامه‌ریزی شده بود که به دلیل جنگ عراق دیرتر برگزار شد.

| ایران                     | ۳ – ۰ | نیوزیلند |
| ------------------------- | ----- | -------- |
| کریمی ۲۴'، ۳۷' · کعبی ۶۷' |       |          |